# Antoine de Parat de Chaillenest
Antoine de Parat de Chaillenest (XVIIe siècle - 20 juillet 1721) est une personnalité française qui a exercé les fonctions de gouverneur de Bourbon au début du XVIIIe siècle : il a été le gouverneur de l'île du Sud-Ouest de l'océan Indien désormais appelée La Réunion entre le 22 avril 1710 et le 14 novembre 1715.